# Bayerisches Judenedikt von 1813
Am 10. Juni 1813 erließ der bayerische Minister Montgelas das Edikt über die Verhältnisse der jüdischen Glaubensgenossen im Königreiche Baiern, das sogenannte Bayerische Judenedikt, welches die rechtlichen Verhältnisse der jüdischen Bewohner in Bayern regelte.
Es wird heute als der Anfang der Emanzipation der Juden in Bayern angesehen.

## Anlass und Inhalt
Einer der Gründe für den Erlass des Edikts war die Dankbarkeit von König Maximilian I. Joseph und seinem Minister Montgelas, dass die Bankiers, voran Aron Elias Seligmann, das überschuldete Königreich vor dem Staatsbankrott retteten. Der Hauptgrund war die Angleichung der rechtlichen Verhältnisse der Juden in allen Landesteilen des Königreiches: Zuvor hatten in Kurpfalz-Bayern nur wenige und sehr kleine jüdische Gemeinden bestanden. Mit den Gebietszugewinnen infolge der Säkularisation in Schwaben und Franken kamen zahlreiche jüdische Untertanen (sogenannte „Landjuden“) hinzu, welche in ihren ursprünglichen Territorien unterschiedlichen Judenordnungen unterworfen waren. Mit dem Judenedikt von 1813 wurde eine für das gesamte Königreich Bayern gültige Judenordnung erlassen, welche gleichzeitig versuchte, die „bürgerliche Verbesserung“ der bayerischen Juden im Sinne der paternalistischen Erziehung zu nützlichen Untertanen zu erreichen.
Das Edikt verfügte die Aufhebung der jüdischen Gerichtsbarkeit und erlaubte Juden den Grunderwerb. Die Einschreibung in Matrikel (Listen) regelte die Erfassung wohnberechtigter Juden. Da für jeden Ort eine Höchstzahl jüdischer Familien festgelegt wurde, die möglichst noch gesenkt werden sollte, beeinträchtigte die Regelung nicht nur die Freizügigkeit der Juden, sondern auch die Möglichkeit, eine Familie zu gründen, da eine Heirat von der Obrigkeit genehmigt werden musste. Die damals entstandenen ‚Judenmatrikeln‘ bilden eine sozial- und wirtschaftsgeschichtlich wertvolle Quelle, da sie nicht nur die Namen der jüdischen Bevölkerung des jeweiligen Kreises (und späteren Bezirks) flächendeckend erfassen, sondern auch detaillierte Nachweise über familiäre Zusammenhänge und den „Nahrungserwerb“ der Personen bieten. Sie bilden zudem die Verbindungsstelle zwischen den früheren Beschneidungsnamen und den nun verpflichtend gewordenen Familiennamen.
Das Edikt war ein Meilenstein in der Geschichte der Assimilation der jüdischen Bewohner Bayerns. Die vollständige rechtliche Gleichstellung der Juden in Bayern folgte jedoch erst mit der Annahme der Verfassung des 1871 gegründeten Deutschen Reiches.
Das Edikt wurde erst im Jahr 1861 abgeschafft.

## Textauszug
§ 1 Nur diejenigen jüdischen Glaubensgenossen können die in unserem Edikte ausgesprochenen bürgerlichen Rechte und Vorzüge erwerben, welche das Indigenat in unsern Staaten auf gesetzliche Weise erhalten haben.
§ 2 Zum Genuss derselben wird die Eintragung in die bei unsern Polizeibehörden anzulegenden Juden-Matrikel vor allem vorausgesetzt.
§ 3 Zu diesem Ende müssen binnen drei Monaten nach der Kundmachung dieses Edikts alle in unserem Reiche befindlichen Juden bei der Polizeibehörde ihres Wohnortes mit Angebung ihres Standes, Alters, Familienzahl und Erwerbungsart sich melden, und ihre Schutzbriefe, Konzessionen oder Aufenthalts-Bewilligungen urschriftlich vorlegen.
§ 6 Die Polizeibehörde hat die infolgedessen gegebenen Erklärungen beim General-Kommissariat vorzulegen, welches entscheidet, ob der Jude zur Aufnahme in die Matrikel sich eigne, oder nicht.
§ 7 Wenn das General-Kommissariat den Juden zur Aufnahme in die Matrikel geeignet findet, muss derselbe den oben vorgeschriebenen Untertanseid auf die Bibel ablegen, worauf dessen Eintragung in die Matrikel geschieht, und ihm zu seiner Legitimation ein Auszug aus derselben erteilt wird, welche ihn und seine Nachkommen die Stelle der bisherigen Schutzbriefe vertritt.
§ 8 Die Matrikel muss den alten und den neuen Namen der Juden-Familien enthalten, und bei dem General-Kommissariate hinterlegt werden. Jede untere Polizeibehörde erhält hiervon den betreffenden Auszug.
§ 10 Diejenigen Juden, welche binnen drei Monaten entweder 1. ihre Aufnahms-Urkunde nicht vorlegen, oder 2. einen Familiennamen anzunehmen, oder 3. den Untertanseid abzulegen sich weigern [,] sollen künftig lediglich als fremde Juden behandelt werden.
§ 11 Jede Einwanderung und Niederlassung fremder Juden im Königreiche ist durchaus verboten.
§ 12 Die Zahl der Juden-Familien an den Orten, wo sie dermal bestehen, darf in der Regel nicht vermehrt werden, sie soll vielmehr nach und nach vermindert werden, wenn sie zu groß ist.
§ 13 Die Ansässigmachung über die Zahl an denselben Orten, wo sich bereits Juden befinden, oder die Ansässigmachung in Orten, wo noch keine Juden sind, kann nur von der allerhöchsten Stelle, und wird auch von derselben nur unter den nachstehenden Voraussetzungen bewilligt werden: 1. wegen Errichtung von Fabriken oder großen Handelsunternehmungen; 2. bei Ergreifung eines ordentlichen Handwerks, wenn sie die Ausübung eines Meisterrechts erhalten haben; 3. wenn sie soviel an Grund und Boden zur eigenen Bearbeitung erkaufen, worauf eine Familie vom Feldbau, ohne darneben Handel zu treiben, sich gut ernähren kann. […]
§ 15 Um die Juden von ihren bisherigen ebenso unzureichenden als gemeinschädlichen Erwerbsarten abzuleiten, und ihnen jede erlaubte, mit ihrem gegenwärtigen Zustande vereinbare Erwerbsquelle zu eröffnen, sollen dieselben zu allen bürgerlichen Nahrungszweigen, als Feldbau, Handwerken, Treibung von Fabriken und Manufakturen und des ordentlichen Handels, unter den nachfolgenden Bestimmungen zugelassen, dagegen der gegenwärtig bestehende Schächerhandel allmählich, jedoch sobald immer möglich, ganz abgestellt werden.
§ 20 Aller Hausier-, Not- und Schächerhandel soll in Zukunft gänzlich verboten, und eine Ansässigmachung hierauf durchaus untersagt bleiben. […]
§ 23 Den jüdischen Glaubensgenossen im Königreiche wird vollkommene Gewissensfreiheit gesichert. […]
§ 24 Wo die Juden in einem gewissen, mit der Territorialeinteilung des Reiches übereinstimmenden Bezirke in einer Zahl von wenigstens 50 Familien vorhanden sind, ist ihnen gestattet, eine eigene kirchliche Gemeinde zu bilden, und an einem Orte, wo eine Polizeibehörde besteht, eine Synagoge, einen Rabbiner und eine eigene Begräbnisstätte zu haben.
§ 32 Die Juden-Kinder beider Geschlechter sind gleich jener unserer übrigen Untertanen zum öffentlichen Schulbesuche in Städten und auf dem Lande verbunden, und sie erhalten, mit Ausnahme der Religionslehre, gleichen Unterricht mit denselben… […]